# Rakire
Rakire es una película del año 1998.

## Sinopsis
Artistas burkinabeses de Uagadugú participan en un taller de dirección de películas de animación. Crean cada uno una animación sobre el tema de El parentesco gracioso.